# Si Zentner
Simon H. „Si“ Zentner (* 13. Juni 1917 in New York City; † 1. Januar 2000 in Las Vegas, Nevada) war ein US-amerikanischer Jazz und Pop-Posaunist und Bandleader.

## Leben und Wirken
Simon „Si“ Zentner spielte schon als Vierjähriger Klavier und wechselte einige Jahre später zur Posaune. Er studierte Musik am College und beabsichtigte zunächst, eine Karriere im Bereich der klassischen Musik einzuschlagen, entschied sich aber nach Aufnahmen mit Andre Kostelanetz für die populäre Musik. Zentner spielte dann in den 1940er Jahren in den Bands von Les Brown, Harry James, Jimmy Dorsey und Boyd Raeburn, zog dann nach Los Angeles, wo er als Studiomusiker arbeitete und in den Orchestern von Charlie Barnet (1954), Conrad Gozzo und Billy May (1955) spielte. Von 1949 bis 1955 nahm er für MGM auf und spielte Filmmusiken  ein, u. a. für die Filme Singin’ in the Rain und A Star Is Born. Außerdem trat er als Mitglied des Woody Herman Orchesters 1959 auf dem Monterey Jazz Festival auf; 1961 spielte er in Glen Grays reaktiviertem Casa Loma Orchestra.
Im Jahr 1959 stellte Zentner seine eigene Big Band zusammen  (u. a. mit Don Fagerquist und Vern Friley in Swing Fever) und unterzeichnete eine Kontrakt mit dem Label  Liberty Records, auf dem er in den frühen 1960er Jahren eine lange Reihe von erfolgreichen Pop-Alben aufnahm. Zentners Ensemble wurde von dem Jazzmagazin Down Beat 13 Jahre lang in der Kategorie "Beste Big Band" gewählt; Zentner selbst erhielt 1962 die Auszeichnung "Bester Posaunist" vom Playboy Reader's Poll. Sein Album Up a Lazy River (Big Band Plays the Big Hits, Vol. 2) gewann den Grammy Award als beste Pop-Instrumental-Darbietung.
Mitte der 1960er Jahre ließ der Erfolg der Zentner-Bigband nach; schließlich löste er 1965 die Band auf und zog nach Las Vegas, wo er Mel Tormé im  Blue Room begleitete. 1968 wurde er musikalischer Leiter der Vegas-Show Folies Bergère. Anfang der 1990er Jahre gründete Zentner erneut eine Bigband und nahm mehrere Alben auf. Schließlich erkrankte er an Leukämie, trat aber noch bis 1999 auf. Zentner wirkte im Laufe seiner Karriere auch an Aufnahmen von Louis Armstrong, Anita O’Day, Artie Shaw, Lucky Thompson (um 1945) mit. Zentners Spielweise war als früher Vertreter des Easy Listening oder Smooth Jazz kaum vom improvisatorischen Spiel geprägt; er bevorzugte einen  legato-Ton und ausgeprägte Vibrato-Effekte.
Die Autoren Richard Cook und Brian Morton bezeichneten Si Zentners Band von 1959 als eine „hervorragende Tanzband, die in einigen Stücken auch genug Raum für ausgezeichnete solistische Leistungen ließ“.

## Diskografische Hinweise
| - Swing Fever (Fresh Sound Records, 1959) - A Thinking Man's Band (1959). - Suddenly It's Swing (1960). - The Swingin' Eye!!!!!!!! (1960). - Big Band Plays the Big Hits (1961). - Up a Lazy River (Big Band Plays the Hits, Vol. 2) (1962). - The Stripper and Other Big Band Hits (1962). | - Desafinado (1963). - Waltz in Jazz Time (1963). - Great Band with Great Voices - Si Zentner & His Orchestra, Alive in Las Vegas (1992). - Road Band (1996). - Country Blues (1996). - Blue Eyes Plays Ol' Blue Eyes (1998). |